# 돌외
돌외(이명: 덩굴차, 칠엽담(七葉膽), 교고람(絞股藍); 영어: Gynostemma pentaphyllum (Thunberg) Makino)는 박목 박과에 속하는 쌍떡잎식물로서 자웅이주이며 덩굴성 다년초 식물이다.

## 어원
잎을 씹으면 단맛이 있어 수국차를 연상시키므로 감차덩굴이란 의미로 “덩굴차”라는 이름도 있다. 중국에서는 “교고람(絞股藍)”이라고 하는데, 본 명칭은 명대(서기 1406) 주숙이 지은 구황본초《救荒本草》에 처음 등장한다. 구황본초에 “교고람은 덩굴을 이어 자란다. 잎은 작은 푸른 잎처럼 짧고 가장 자리가 연하며 가장자리는 톱니 모양이 있다. 잎이 연한 색이며 오엽이 한 곳에 모여있다"로 기록되어 있다. 덩굴이 갈라지는 곳에서 덩굴손이 나와 다른 물건을 얽어매고 열매가 익으면 흑색을 띠는 남색이 되기 때문에 붙여진 이름으로 추측된다. 또한, 학명 “Gynostemma”란 암술(gyne)+갓(stemma)으로서 암술에 갓이 있다는 뜻이며, “pentaphyllum”은 5개(penta)+엽(phyllum)으로서 잎사귀가 5개의 작은 잎으로 형성되었다는 뜻을 가지고 있다. [1]

## 경작 및 식물특징

### 분포 및 재배환경
전세계적으로 중국, 일본, 말레이시아, 인도 등에 수종이 분포되어 있으며, 특히 우리나라에서는 주로 남부지역, 제주도, 울릉도의 산야지에 자생하는 식물이다. 주로 습도가 높은 곳에서 자라며, 해안가, 강가, 숲 가장자리 등 읍습한 곳 위주로 분포되어 있다.

### 채취 및 제법
수확은 대개 1년에 2번 하는데 7월과 10월에 하는 것이 좋으며, 수확 후 잎이나 덩굴이 녹색이 되도록 태양볕에 건조하여야 한다 [2].

### 식물특징
잎은 어긋나기하며 양면에 다세포로 된 백색털이 있으나 곧 없어진다. 소엽은 보통 5개이지만 3-7개인 것도 있으며 좁은 난상 타원형이고, 정소엽은 작은 잎자루와 더불어 길이 4-8cm, 폭 2-3cm로서 끝이 뾰족하며 표면 맥위에 잔털이 있고 가장자리에 톱니가 있다. 꽃은 8-9월에 피며 황록색이고 원뿔모양꽃차례 또는 총상 원뿔모양꽃차례로서 길이가 8-15cm 정도 된다. 꽃받침열편이 아주 작고 꽃부리는 5개로 갈라지는데 열편은 길이 3mm정도로서 피침형이며 끝이 길게 뾰족해진다. 장과는 지름 6-8mm이고 둥글며 흑록색으로 성숙하고 상반부에 1개의 횡선이 있으며 종자는 길이 4mm정도된다. 마디에는 흰털이 있고 사방으로 엉켜서 자라지만 덩굴손으로 기어 올라가기도 한다 [3]. 또한, 돌외는 외형상 거지덩굴과 비슷하기에 이를 헷갈려하는 경우가 많은데, 거지덩굴은 포도과이고 돌외는 박과로서 각각의 자세한 식물특성 및 효능에 차이를 나타내는 것으로 알려져있다 [4].

## 역사
중국 남부 지역에서 베트남 북부에 이르는 산악지역에서는 돌외를 차로 마시는 경우가 잦고 대부분의 주민들은 평균수명보다 더 오래 무병장수하는 것으로 알려져 있다. 그래서 이 지역에서는 돌외를 “불노초”로 여기며 “남쪽의 인삼”으로 칭하기도 한다. 1986년 중국에서는 향후 개발 예정의 중국 여러 명품 약재 중 “돌외”를 첫 번째에 올리기도 하였다. 또한, 일본에서도 1977년 덕도문리대학약학부의 죽본상송가 일본생약학회에서 발표한 것이 시초가 되어 각광을 받게 되었으며, 자연산 돌외를 차로 마시면서 다이어트, 스트레스 완화 등 건강상 여러 효능을 보고하고 있다.

## 성분과 약효
돌외는 스테롤, 당류, 색소, 배당체를 성분으로 함유하고 있으며, 맛은 쓰고 성질은 차다고 알려져있다. <한국본초도감> 및 <중약대사전>에서는 돌외가 소염(消炎), 해독(解毒), 거담(祛痰), 지해(止咳)에 효능이 있으며, 특히 만성기관지염 치료에 효과적이라고 기록하고 있다. 이와 관련하여 ‘만성기관지염에 1회에 3그램을 물을 넣고 달여서 1일 3회 복용하고 10일 후에 일정한 효과를 보았다’는 보고가 있다 [5, 6]. 또한, 돌외의 생체방어(면역반응) 증강 및 항암 효능이 입증된 바 있으며, 정상인에서 돌외추출물 복용에 따른 스트레스, 불안지수의 변화 및 생체 호르몬 변화를 통해 스트레스 완화에 효과적임이 밝혀졌다 [7, 8]. 일본의 기능식품 시장에서는 ‘스트레스 관련 상품’이 주목을 받고 있으며, 활성산소, 수면, 미용, 비만, 노화, 알레르기 등 스트레스의 유해성이 인식되면서 기능식품을 통한 스트레스 조절에 관심이 높아지고 있다 [2]. 이에 따라, 일본에서는 채취한 자연산 돌외가 차, 드링크, 술 등으로 많이 개발되고 있다. 돌외잎은 예전에는 주로 약재로 먹었으나 최근에 와서는 차로 복용하고 있으며, 체지방 분해, 콜레스테롤 및 혈당 조절을 통해 적극적인 다이어트식품으로 사용되기도 한다.

### 돌외 사포닌
돌외는 자생하는 지역에 따라 다양한 지페노사이드(gypenoside-UL1, -UL2, -UL3, -UL4, -UL5, -UL6, -UL7, -XLVIII)를 포함하는 담마란(dammarane type)계 사포닌을 함유하고 있다. 국내에서 돌외는 제주, 울릉도 및 거창 지역 등에 분포되어 있으며, 각 산지별로 사포닌의 종류 및 함량이 상이함이 보고된 바 있다 [9, 10]. 죽본(竹本)의 연구에 의하면, 돌외에는 약용인삼(藥用人參)과 같은 유효성분이 있다고 한다. 추출된 성분은 50종 이상의 사포닌으로서 그 중의 4종류가 약용인삼과 같은 구조를 가진 진세노사이드이며 중추신경에 대해서 진정작용과 흥분작용의 쌍방으로 작용을 하는 효과를 가지고 있다 [11]. 그 외에 사포닌은 새롭게 발견된 것으로서, 이들 신종 사포닌의 약리효과에 대해서는 당뇨, 면역기능 및 스트레스 등 다양한 분야에서 연구가 지속되고 있다. 담마란계 트리터페노이드 사포닌 화합물을 함유한 돌외의 지페노사이드 추출물의 경우 비만, 제2형 당뇨병, 고지혈증 치료 및 예방효과가 있었으며, 돌외 사포닌은 항당뇨 및 항고지혈 작용에 있어서 인삼 사포닌과 유사한 정도의 효과를 나타내었다 [9, 12].

## 가공 및 쓰임새
일반적으로 돌외 건초는 티백 및 분말가루로 가공되어 차 및 건강기능식품으로 사용되고 있으며, 돌외를 주성분으로 항염증 조성물과의 배합을 통해 증류한 숙취해소음료로도 가공되고 있다. 또한 돌외 잎에 죽염, 찹쌀, 맵쌀, 엿기름 등의 재료를 가마솥에 넣고 은은한 소나무 장작불에 오랜 시간 달여 돌외청으로 섭취하기도 한다. 최근 돌외의 다양한 효능이 연구됨에 따라 특정 질환의 개선 및 예방차원에서 건강기능식품 개발 원료로 활용되고 있으며, 이와 함께 돌외의 유효 성분 활용도를 높이고자 재배, 추출 및 가공법 개발에 치중하고 있는 상황이다.

## 같이 보기
국가생물종지식정보시스템